# Consolation Marriage
Pour plus de détails, voir Fiche technique et Distribution.
Consolation Marriage est un film américain réalisé par Paul Sloane, sorti en 1931.

## Synopsis

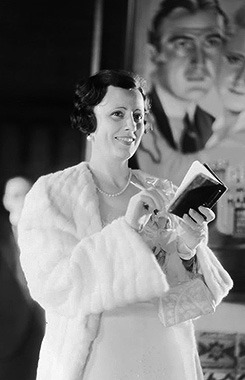
Irene Dunne lors de la première du film à Hollywood le 15 octobre 1931.

En pleine prohibition à Manhattan, la commerçante Mary Brown perd Aubrey, son amour de jeunesse, lorsqu'il épouse une femme riche. Le journaliste Steve Porter, dit « Rollo », a lui aussi perdu son amour d'enfance, Elaine, qui en a épousé un autre que lui. Mary et Steve deviennent amis et font un mariage de convenance basé sur un sens commun de l'humour fantaisiste ainsi que sur la perte commune de leurs véritables amours.
Toutefois, lorsqu’Aubrey et Elaine reparaissent dans leur vie, quelques années plus tard, Mary et Steve vont devoir décider ce qui est vraiment important pour eux.

## Fiche technique
- Titre original : Consolation Marriage
- Réalisation : Paul Sloane
- Scénario et dialogues : Humphrey Pearson
- Production : Myles Connolly (producteur associé) et William LeBaron
- Société de production : RKO Pictures
- Musique : Max Steiner (non crédité)
- Photographie : J. Roy Hunt
- Montage : Archie Marshek
- Costumes et direction artistique : Max Rée
- Pays d'origine : États-Unis
- Format : Noir et blanc - Son : Mono (RCA Photophone System)
- Genre : Drame
- Durée : 81 minutes
- Dates de sortie :
  - États-Unis : 29 octobre 1931 (New York)
  - États-Unis : 15 novembre 1931 (première à Hollywood)
  - États-Unis : 21 novembre 1931 (sortie nationale)

## Distribution
- Irene Dunne : Mary Brown Porter
- Pat O'Brien : Steve Porter
- John Halliday : Jeff Hunter
- Myrna Loy : Elaine Brandon
- Lester Vail : Aubrey
- Matt Moore : Le Colonel
- Gertrude Howard : Kate